# José Díaz Carmona
José Díaz Carmona conocido como Carmona, fue un militar, piloto, profesor de aviación y agricultor nacido en Santa Amalia (Badajoz) España, donde tiene dedicada la calle donde nació. 

## Carrera militar
Comenzó como soldado raso llegando a alcanzar el grado de Coronel en activo, siendo luego ascendido, al pasar a la situación de reserva, a General de Brigada y, con carácter honorario, a General de División, y continuó con bastante actividad a pesar de encontrarse en la reserva, durante los primeros años de la Democracia.

### Condecoraciones
El 4 de marzo de 2003, se celebró el Capítulo extraordinario de la Real y Militar Orden de San Fernando en el que, por la aplicación del Reglamento aprobado por R.D. 899/2001 de 27 de julio, ingresaron en la Orden los Caballeros Medallas Militares vivos en ese momento, entre ellos el General Carmona.( Ingreso con antigüedad de 18 de agosto de 2001).
Tiene concedidas dos Medallas Militares al mérito individual:
- La primera siendo Cabo en la Revolución de Asturias de 1934 durante la II República. Se ofreció voluntario para conducir un camión con víveres básicos y órdenes de vital importancia a través de las líneas enemigas.[4]
- La segunda siendo Brigada de Artillería por el valor demostrado los días 27 y 28 de julio y el 6 de agosto de 1936 en el Alto del León y en Tablada, manteniendo el fuego pese a la actuación de las baterías enemigas, haciendo caso omiso a la orden retirada, decidió mantener la posición con el objetivo de asistir a sus compañeros heridos, llegando a mantener, la posición, por sí mismo y solo.[5][6]
- Y fue Caballero gran cruz de la Orden de San Hermenegildo desde 1976.[7]

| Medallas  |                            |                            |
|           |                            |                            |
|           |                            |                            |
| Gran Cruz | Medalla Militar Individual | Medalla Militar Individual |

## Piloto
Fue un destacado piloto con más de cuarenta mil horas de vuelo en su haber. Habiendo participado en numerosas vueltas aéreas a España a bordo de una Stinson. 
, así como en las vueltas aéreas a Cataluña. Fue profesor del Real Aero Club de Zaragoza y profesor de vuelo de S.M. Juan Carlos I, además se encontró muy vinculado al de Real Aero club de Reus.
Fue profesor de multitud de alumnos entre ellos las pilotos Julita Sanz y Margarita Duaso. 

### Aviones
Piloto multitud de aparatos entre los que cabria destacar:

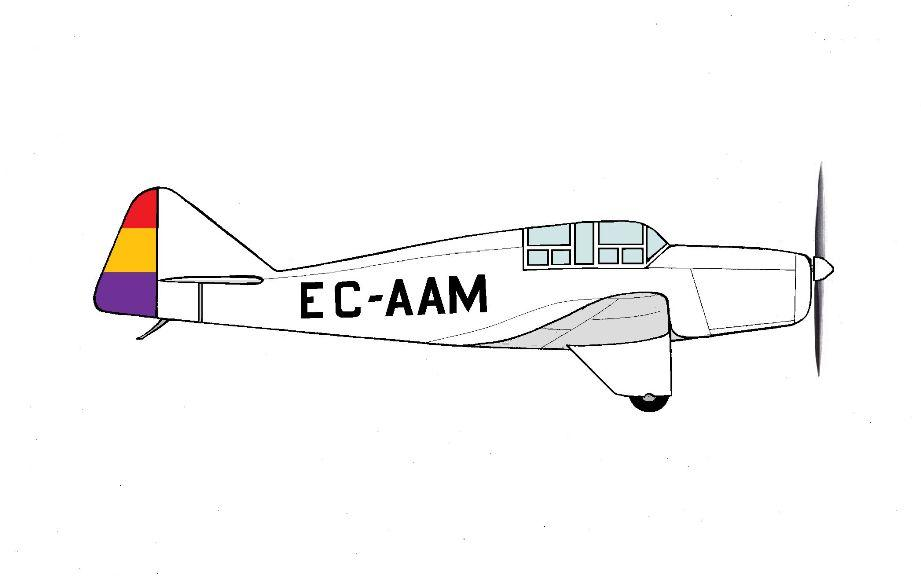
González Gil-Pazó GP-2 del Aero Club de Zaragoza.

- El denominado "Numancia" [16] un González Gil-Pazó GP-2 Matriculado EC-AAM, previamente matriculado como EC-FFB y 30-159. El 5 de mayo de 1950, efectúa el vuelo directo Muntadas (Barcelona)-Tetuán, efectuando el vuelo de regreso Tetuán-Zaragoza directo el día 8.[17]
- Stinson 108 Voyager matriculada EC-AEE.
- Bücker Bü 131. EC-FSH, EC-FSG

## Galería

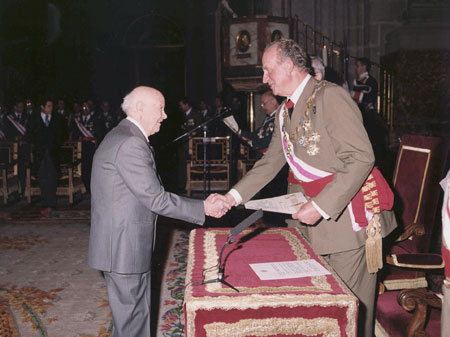
Exmo. Sr Don Jose Díaz Carmona y S.M. Juan Carlos I. Ingreso en la Real y Militar Orden de San Fernando.

- Datos: Q5939316
- Multimedia: José Díaz Carmona / Q5939316